# Arnold Büscher
Arnold Büscher (16 de diciembre de 1899, Bad Oeynhausen - 2 de agosto de 1949) fue un oficial alemán de las SS.
Büscher era miembro de las SS desde 1931. Con el rango de SS-Obersturmführer, fue el segundo y último comandante del campo de concentración de Cracovia-Plaszow , sucediendo a Amon Göth , desde septiembre de 1944 hasta alrededor de enero de 1945, cuando el campo fue ocupado por los soviéticos. Previamente había trabajado en varios campos de concentración: Flossenbürg , Buchenwald , Sachsenhausen y Neuengamme.
El 23 de enero de 1948, Büscher fue condenado a muerte en Polonia por sus actos en Płaszów. Fue ejecutado en la horca el 2 de agosto de 1949. 